# Überlingen
Überlingen egy település Németországban, azon belül Baden-Württembergben. A Boden-tó partján fekvő város körülbelül tíz kilométerre található a svájci határtól. Friedrichshafen után a második legnagyobb város a Boden-tói járásban. Lakosainak száma 23 240 fő (2023. december 31.). Überlingen Sipplingen, Ludwigshafen am Bodensee, Stockach, Owingen, Frickingen, Uhldingen-Mühlhofen és Salem községekkel határos.

## Népesség
A település népessége az elmúlt években az alábbi módon változott:
| Lakosok száma | 13 408 | 15 785 | 17 748 | 18 734 | 18 828 | 20 836 | 20 791 | 21 377 | 22 046 | 23 240 |
|               | 1961   | 1967   | 1974   | 1980   | 1987   | 1993   | 2000   | 2006   | 2013   | 2023   |

## Fekvése
A Boden-tó folytatásának (Überlingen See) meredek partján fekvő település.

### A város részei
| A városmag részei: Altbirnau, Andelshofen, Aufkirch, Brachenreute, Brünnensbach, Goldbach, Höllwangen, Hohenlinden, Kogenbach, Rengoldshausen, Restlehof, Reutehöfe, Weiherhöfe |
| Bambergen részei Forsthaus Hohrain, Heffhäusle, Neuhof, Ottomühle, Reuthemühle, Schönbuch                                                                                       |
| Bonndorf részei: Buohof, Eggenweiler, Fuchsloch, Haldenhof, Helchenhof, Kaienhof, Negelhof, Talmühle, Walpertsweiler                                                            |
| Deisendorf részei: Hasenweide, Katharinenhof, Klammerhölzle, Königshof, Nonnenhölzle, Scheinbuch, Wilmershof                                                                    |
| Hödingen: részei: Länglehof, Spetzgart |
| Lippertsreute részei: Bruckfelder Mühle, Ernatsreute, Hagenweiler, Hebsack, Hippmannsfelderhof, In der hohen Eich, Neues Haus, Oberhof, Schellenberg, Steinhöfe, Wackenhausen   |
| Nesselwangen részei: Alte Wette, Fischerhaus, Hinterberghof, Katzenhäusle, Ludwigshof, Mühlberghof, Reutehof, Sattlerhäusle, Vorderberghof, Weilerhof                           |
| Nußdorf részei: Untermaurach |

A város megközelítőleg 103 kilométerre van Zürichtől (Svájc)), 40 kilométerre Konstanztól és 233 kilométerre Münchentől.

## Története

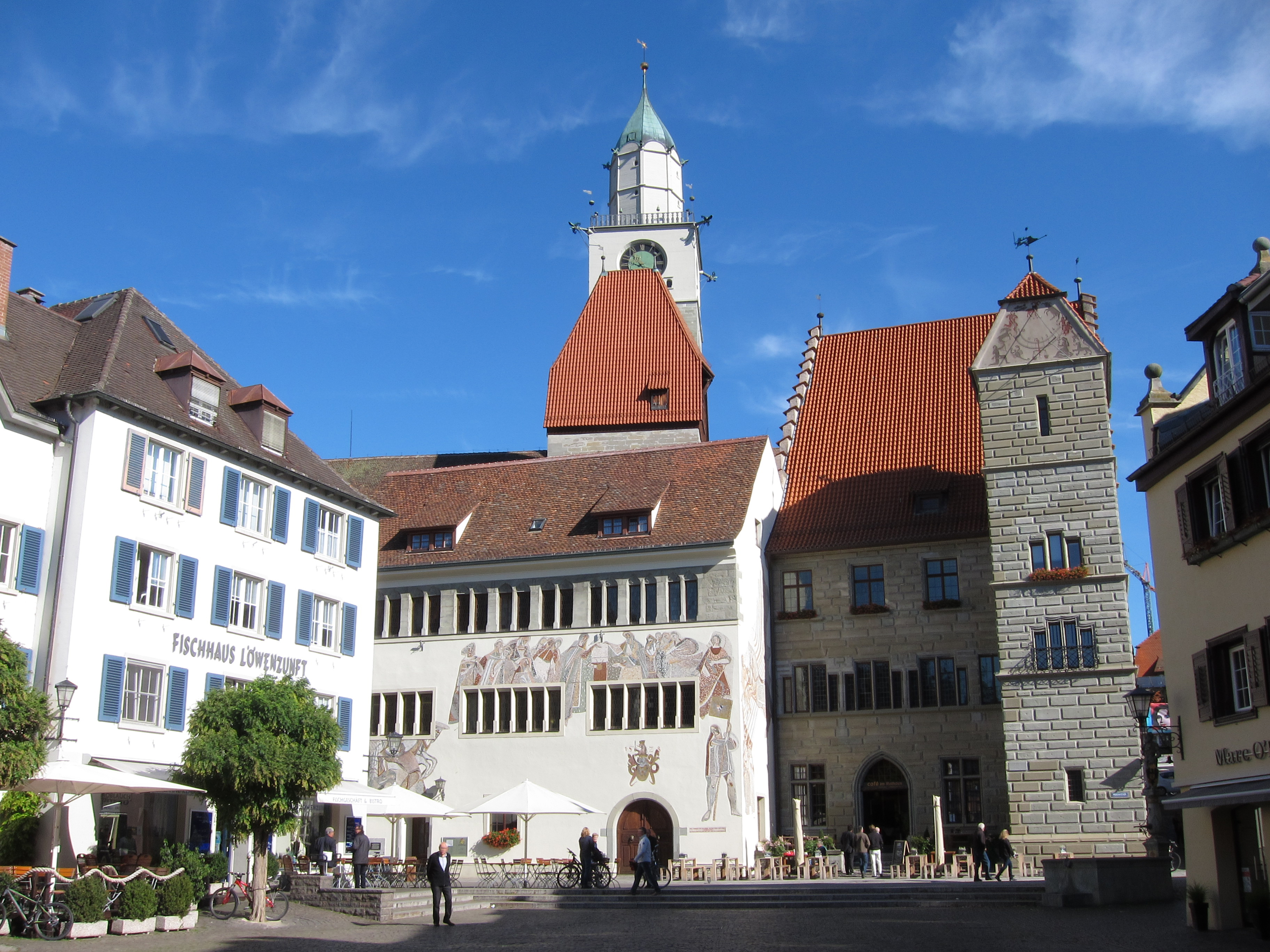
Überlingen látképe a városházával

A város helyén már a 7. században alemann település állt. A középkorban szabad birodalmi város, ismert fürdőhely volt. A település a 15-16. században élte virágkorát. Egykori városfalainak és kapuinak egy része máig fennmaradt. Magasan a régi város felett emelkedik a régi székesegyház (Münster).
1803-ban a birodalmi főrendi határozat (Reichsdeputationshauptschluss) alapján a település a badeni választófejedelemséghez csatlakozott.
1895-ben csatlakoztatták a vasúti hálózathoz.

## Gazdasága
Überlingen számos modern ipari vállalatnak ad otthont, a feldolgozóipar, a védelmi ipar és az elektronika területén. Néhány ilyen vállalat:
- Diehl Defence GmbH & Co. KG[2]
- MTU Friedrichshafen Logistics[3]
- RAFI Eltec GmbH[4]

## Politika

### Überlingen polgármesterei
| - 1308–XXXX: Ulrich am Ort - 1644–1670: Johann Heinrich von Pflummern - 1733–1770: Johann Leopold von Haubert - 1773–1793: Freiherr von Lentz - 1793–1799: Karl Enroth - 1799–1802: Johann Baptist Moser - 1802–1810: Karl Enroth - 1810–1814: Johann Baptist Moser - 1814–1830: Johann Baptist Kugel - 1830–1835: Konrad Magg - 1835–1847: Karl Müller - 1847–1849: Hofacker - 1849: Johann Sebastian Knöpfle - 1849–1858: Adolf Bernhard Schmalholz | - 1858–1873: Mathäus Steib - 1873–1879: Wilhelm Beck - 1879–1885: Mathäus Steib - 1885–1919: Maurus Betz - 1919–1933: Heinrich Emerich - 1933–1945: Albert Spreng (NSDAP) - 1945: Karl Löhle (SPD) - 1946–1948: Franz Hug (Független) - 1948–1969: Wilhelm Anton Schelle (CDU) - 1969–1993: Reinhard Ebersbach (SPD) - 1993–2000: Klaus Patzel (SPD) - 2000–2008: Volkmar Weber (Független) - 2009–2017: Sabine Becker (2014 óta Független; előzőleg CDU) - 2017 óta: Jan Zeitler (SPD) |

## Oktatás
Számos általános és középiskola található Überlingenben. A többségük állami iskola.

### Állami iskolák
A városközpontban és a külvárosokban több általános iskola található. Továbbá van egy gimnázium és egy középiskola is, valamint szakiskolák is, amelyek közé tartoznak a következők:
- Realschule Überlingen (középiskola)[6]
- Gymnasium Überlingen (gimnázium)[7]
- Jörg-Zürn-Gewerbeschule (szakközépiskola)[8]
- Constantin-Vanotti-Schule (üzleti iskola)[9]
- Justus-von-Liebig-Schule (biotechnológiai, szociális és egészségtudományi iskola)[10]

### Magániskolák
- Freie Waldorfschule Überlingen[11]
- Schule Schloss Salem (bentlakásos iskola)

## Média
A Suedkurier a legfőbb napilap Überlingenben. Egy helyi szekciója is van a városnak az újságban amit a helyi szerkesztőség képvisel Überlingenben.

## Közlekedés

### Légi közlekedés
A legközelebbi repülőtér a Friedrichshafeni repülőtér (32 kilométerre) ami többségében belföldi úticélokat szolgál ki és a Zürichi repülőtér ahonnan nemzetközi úticélok is elérhetőek.

### Közúti közlekedés
A 31-es szövetségi autópálya vagy Bundesstraße 31 kelet-nyugati irányban szeli ketté a várost. Az A81-es szövetségi autópályától az Überlingenig tartó szakaszt az elmúlt évtizedekben átnevezték B31n-re, ahol az "n" újat (new) jelent.

### Vasúti közlekedés
A Boden-tó övi vasúti vonal (Bodenseegürtelbahn) áthalad Überlingenen is, egy két részes alagúton a város történelmi központja alatt. A várost három vasútállomás szolgálja ki, amik keletről nyugatra az Überlingen-Nußdorf, az Überlingen és az Überlingen Therme. Überlingen a központi állomás amit Bázelből Ulmig közlekedő interregionális expressz (IRE) vonatok  és a Friedrichshafenből Singen Hohentwielig közlekedő regionális vonatok (RB) szolgálnak ki, míg Überlingen Therme és Überlingen-Nußdorf állomásokat csak regionális vonatok szolgálják ki.

### Vízi közlekedés
Überlingent komp köti össze Wallhausennel, Konstanz egyik elővárosával, ahonnan Konstanz városközpontja már busszal elérhető. Késő tavasztól kora őszig, rendszeres kompösszeköttetés van Konstanzzal, Meersburggal és Mainau szigetével.

## Nevezetességek
- Székesegyház (Münster) – Helyén a 17. században román stílusú oszlopbazilika állt, melyet a gótikus időszakban öthajós csarnoktemplommá építettek át. A déli, régebbi torony 1420-ból való, az északi tornyot a reneszánsz időkben építették magasabbra. A kontyos tetejű déli toronyban található a 177 mázsás és majd három méter magas Osanna harang, amely befejezetlen maradt.
- Ölberg kápolna – A székesegyház déli oldalán áll az 1493-ból való nyolcszögletes épület, benne egy életnagyságnál nagyobb Krisztus alakkal.
- Gret – A 15. század elején épült oromzatos magház, melyben ma könyvtár található.
- Ferences templom (Franziskanerkirche) – késő gótikus stílusban épült háromhajós bazilika, melyet a 18. században barokk stílusúra alakítottak át.
- Rathaus (Városháza) – 1489-1494 között épült és a Pfennig toronnyal kötötték össze. A falait fatáblák borítják. Jakob Russ 41 faragott szobra a Német-Római Birodalom rendjeit ábrázolja.
- Reichlin-Meldegg-ház – a Luzienbergen áll. Ebben a patriciusházban található egy kápolna, amelyet még 1486-ban avattak fel. A ház stukkódíszítését a wessobrunni készítették a 18. században. Barokk díszterme gazdagon ékesített. E házban található a városi múzeum.
- Goldbach-i Szilvester-kápolna – Überlingentől nyugatra, a tó partján áll. A korai román korból származó kápolna, mely a gótikus időkben is csak kis változásokon ment át.  Falfestményei a 10. századból valók. Krisztus csodatételeit és a templom alapításának történetét ábrázolják.

A főhajó falain korábbi festések nyomait találták meg.

## Galéria

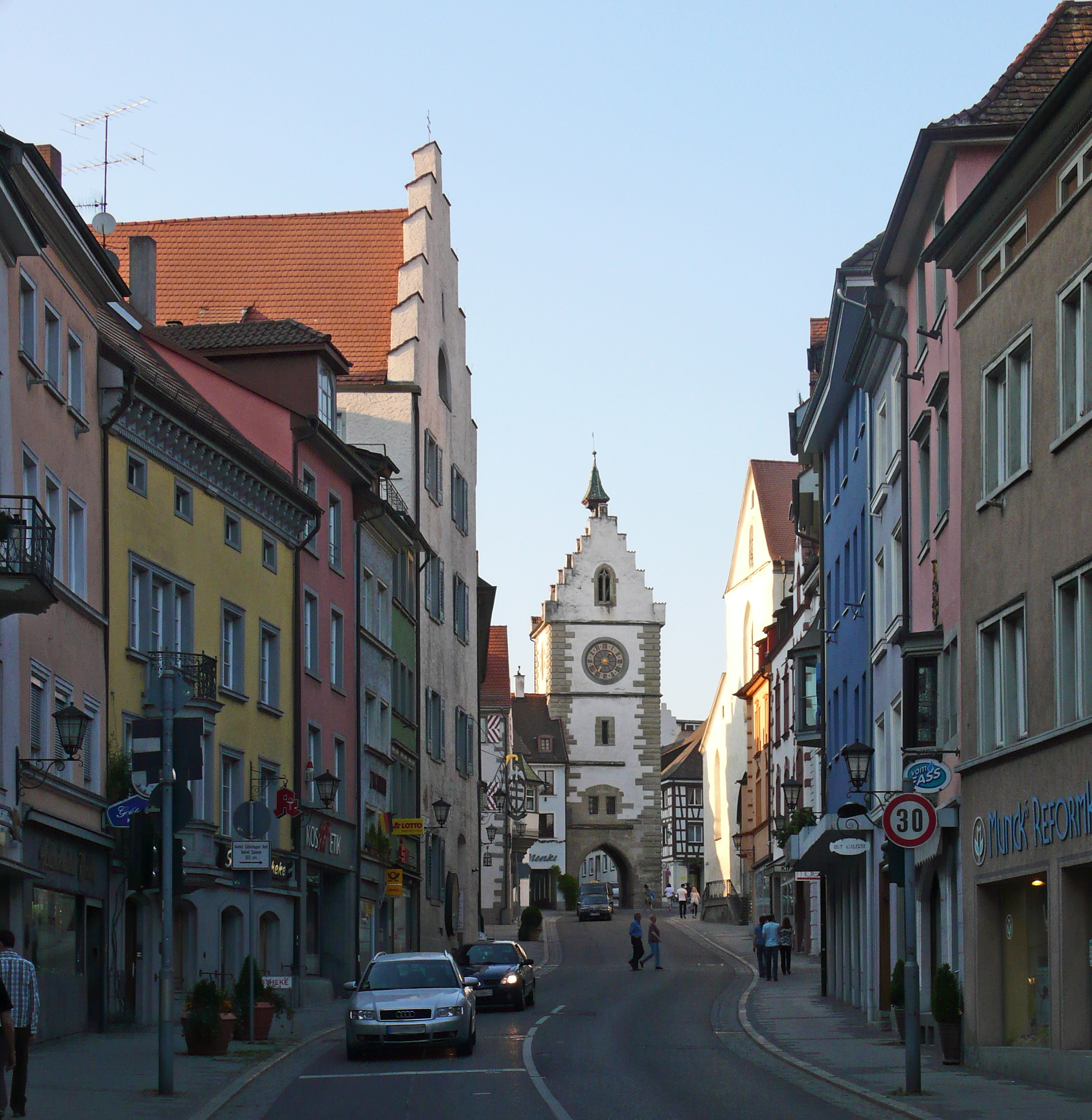
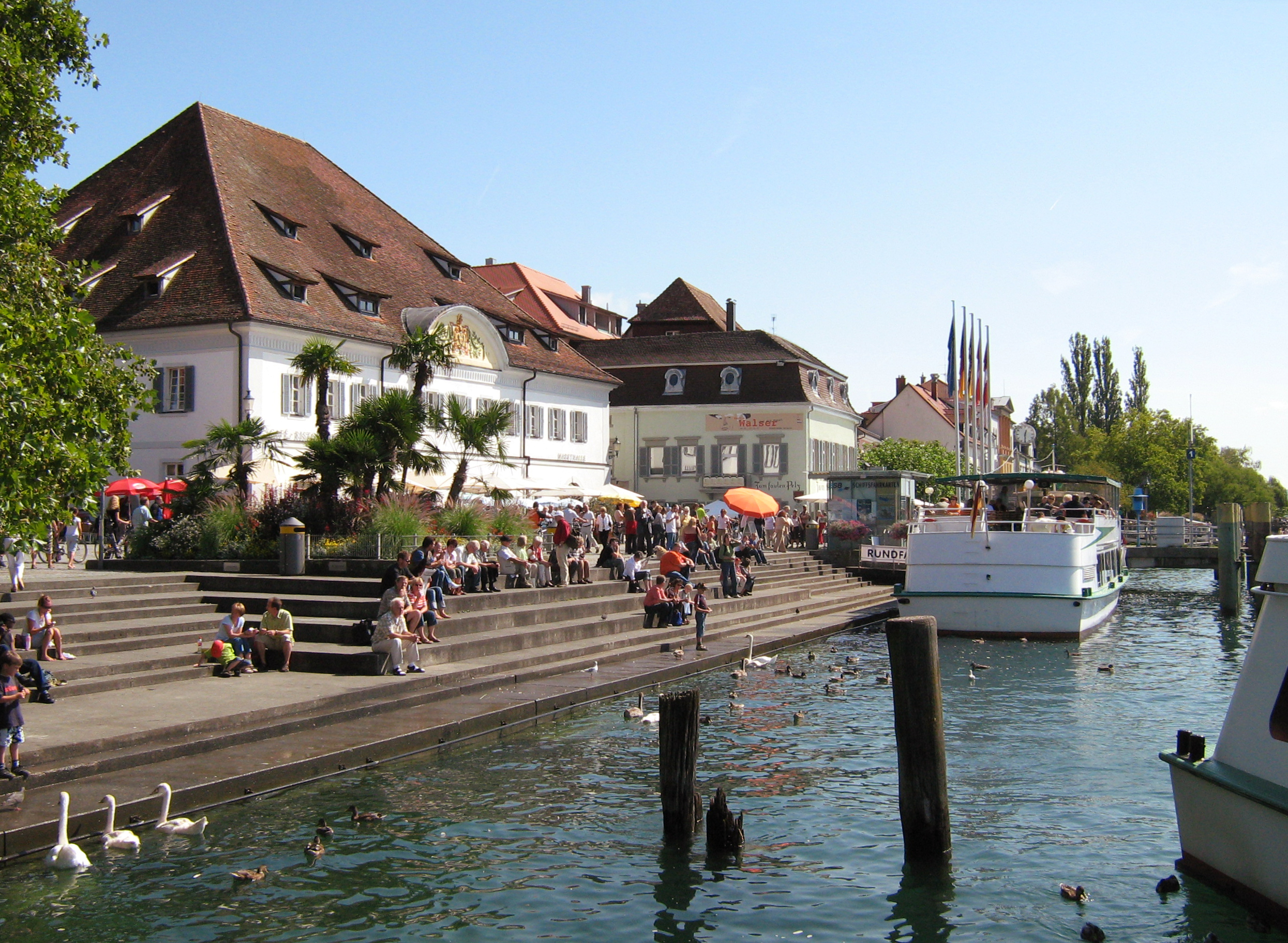
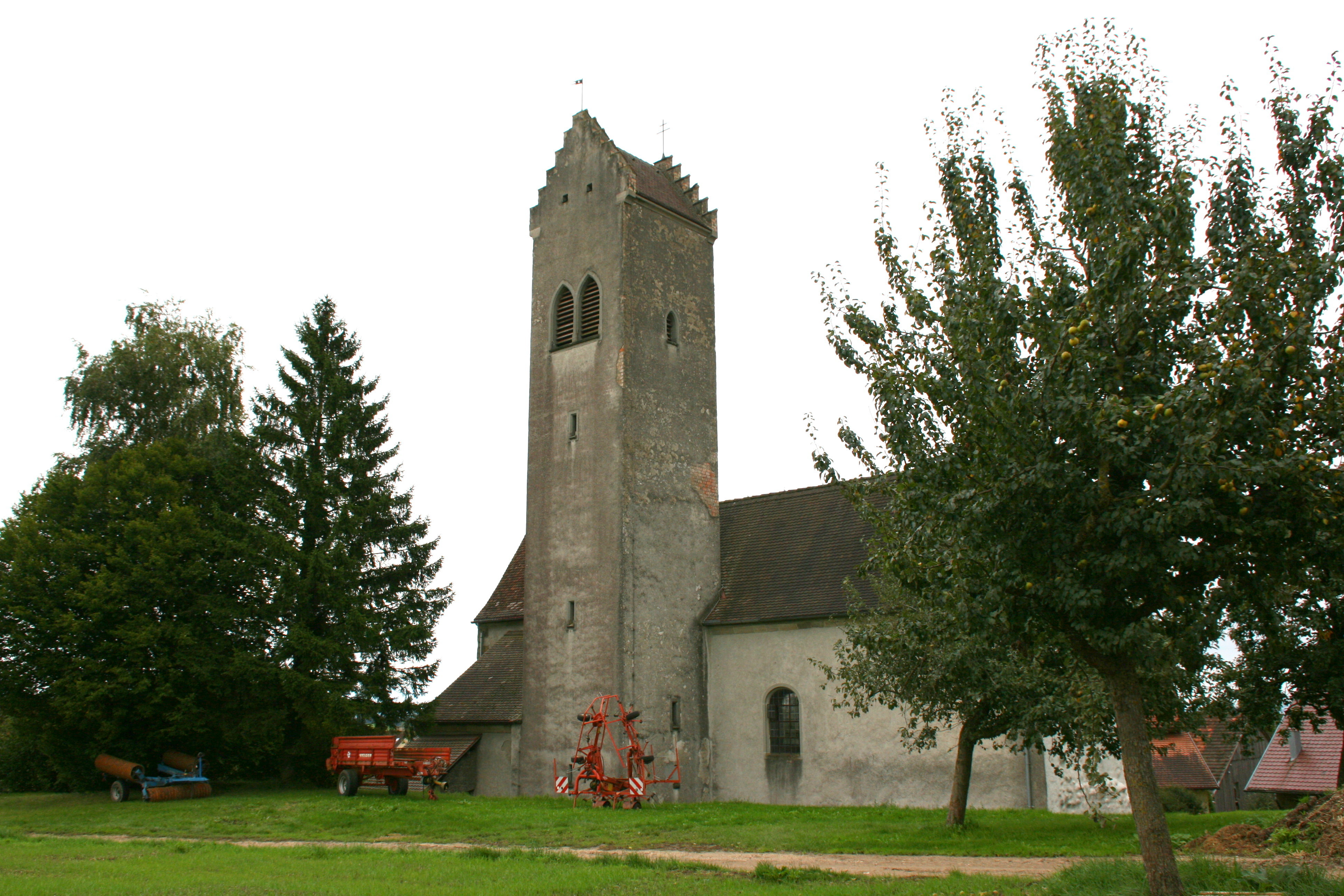
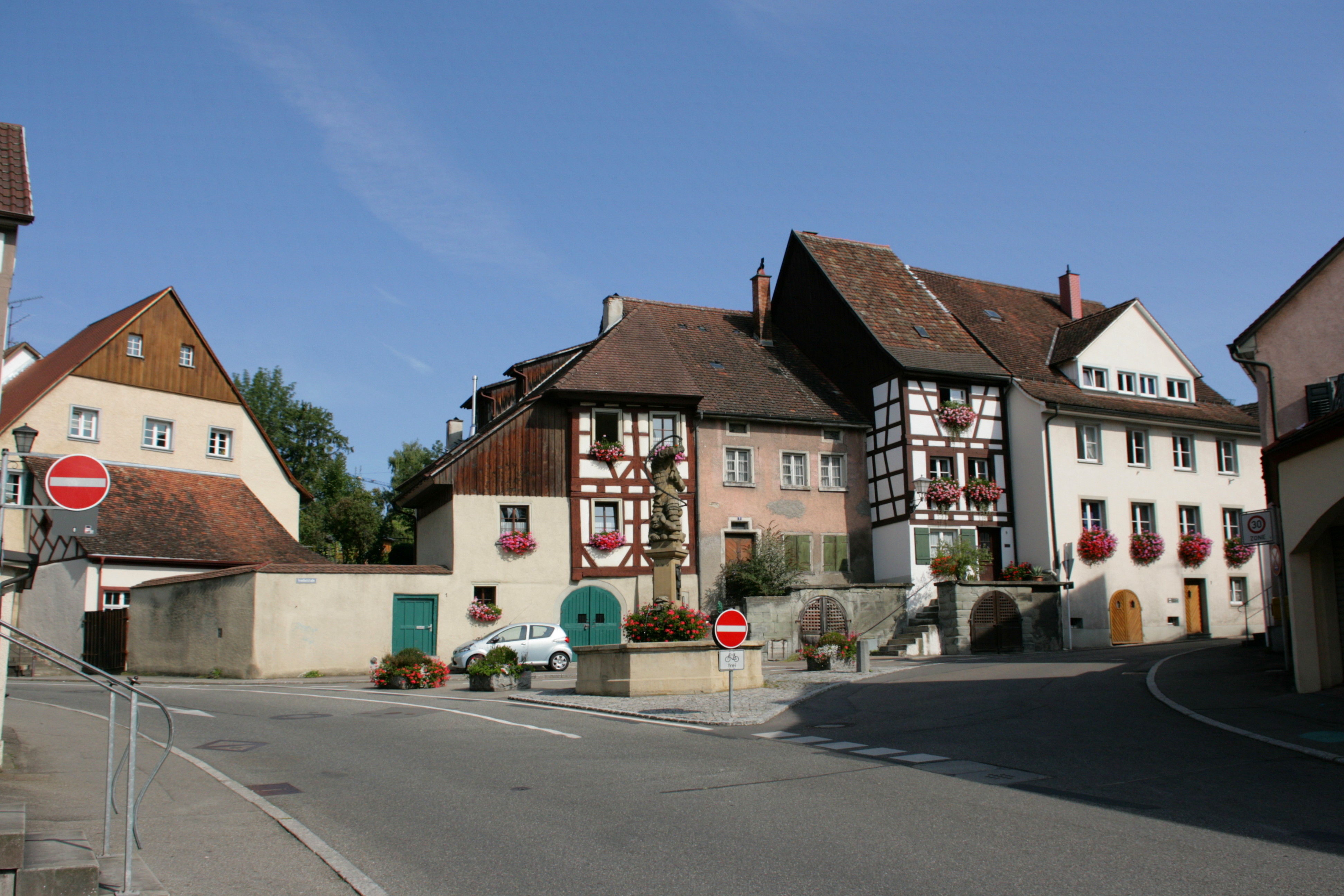
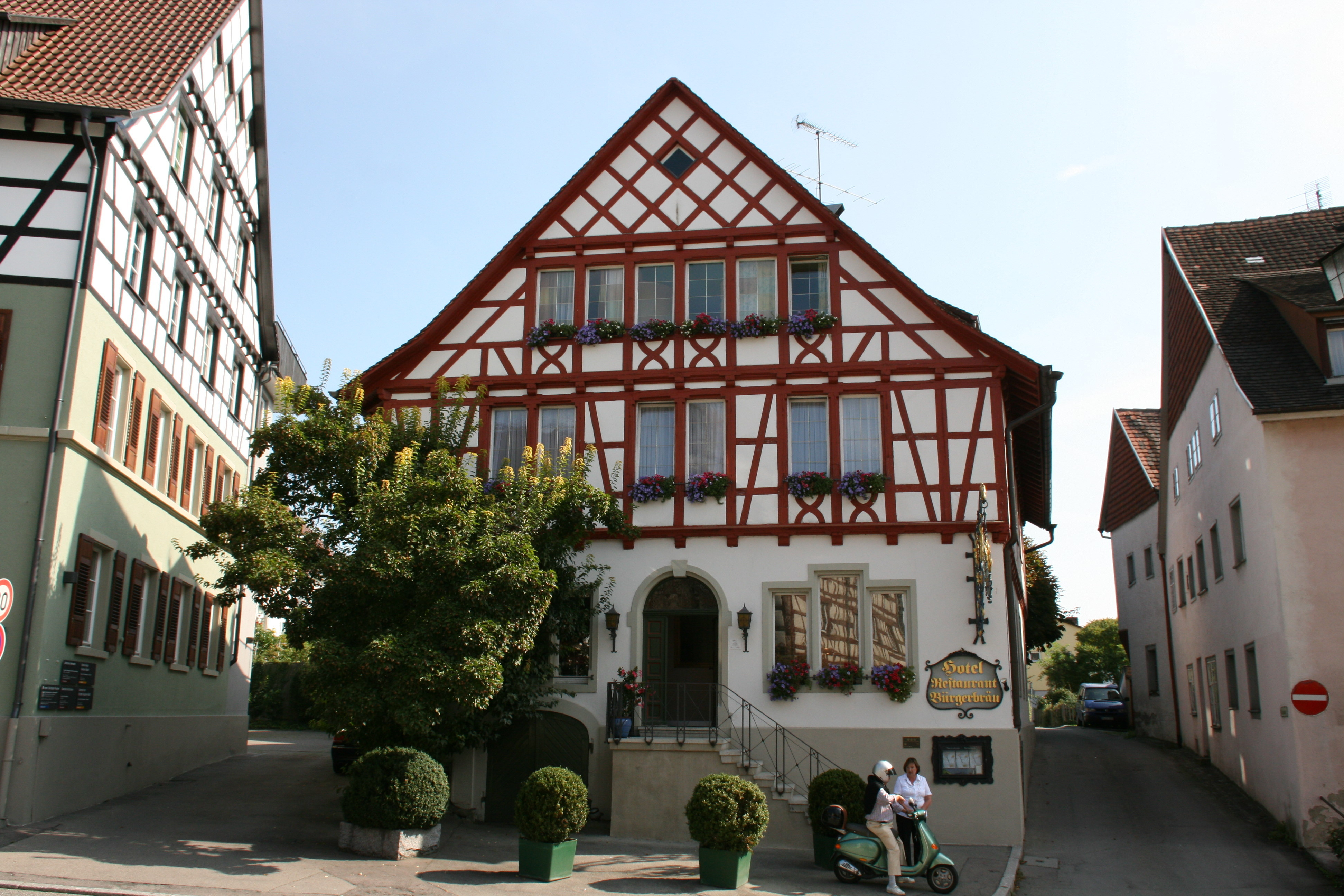
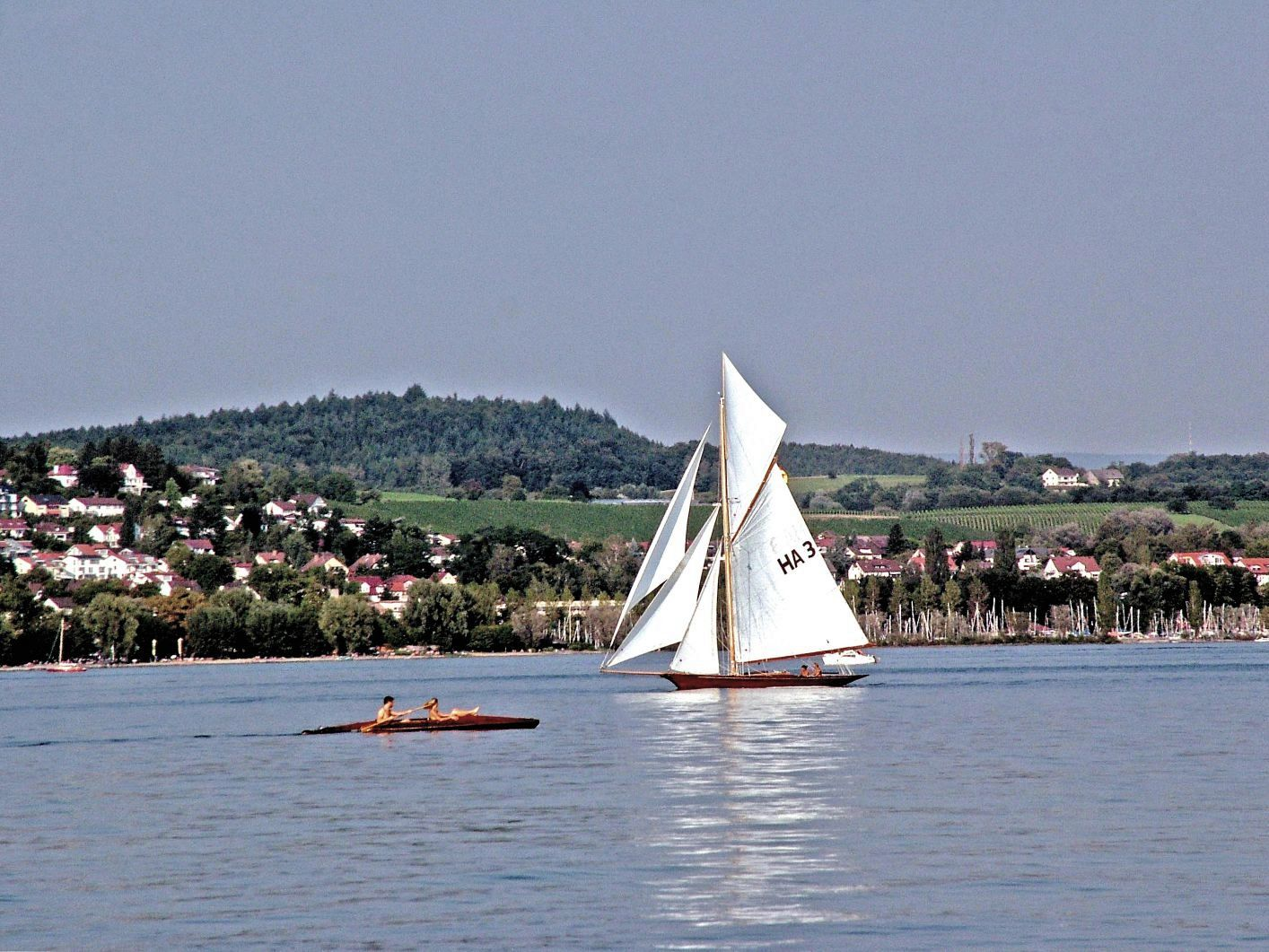

## Testvérvárosok
Überlingen testvérvárosai a következők:
- Chantilly, Franciaország (1987)
- Bad Schandau, Németország (1990)